# Platycoelia variolosa
Platycoelia variolosa är en skalbaggsart som beskrevs av Ohaus 1904. Platycoelia variolosa ingår i släktet Platycoelia och familjen Rutelidae. Inga underarter finns listade i Catalogue of Life.